# Stadsbrand van Mechelen (1342)

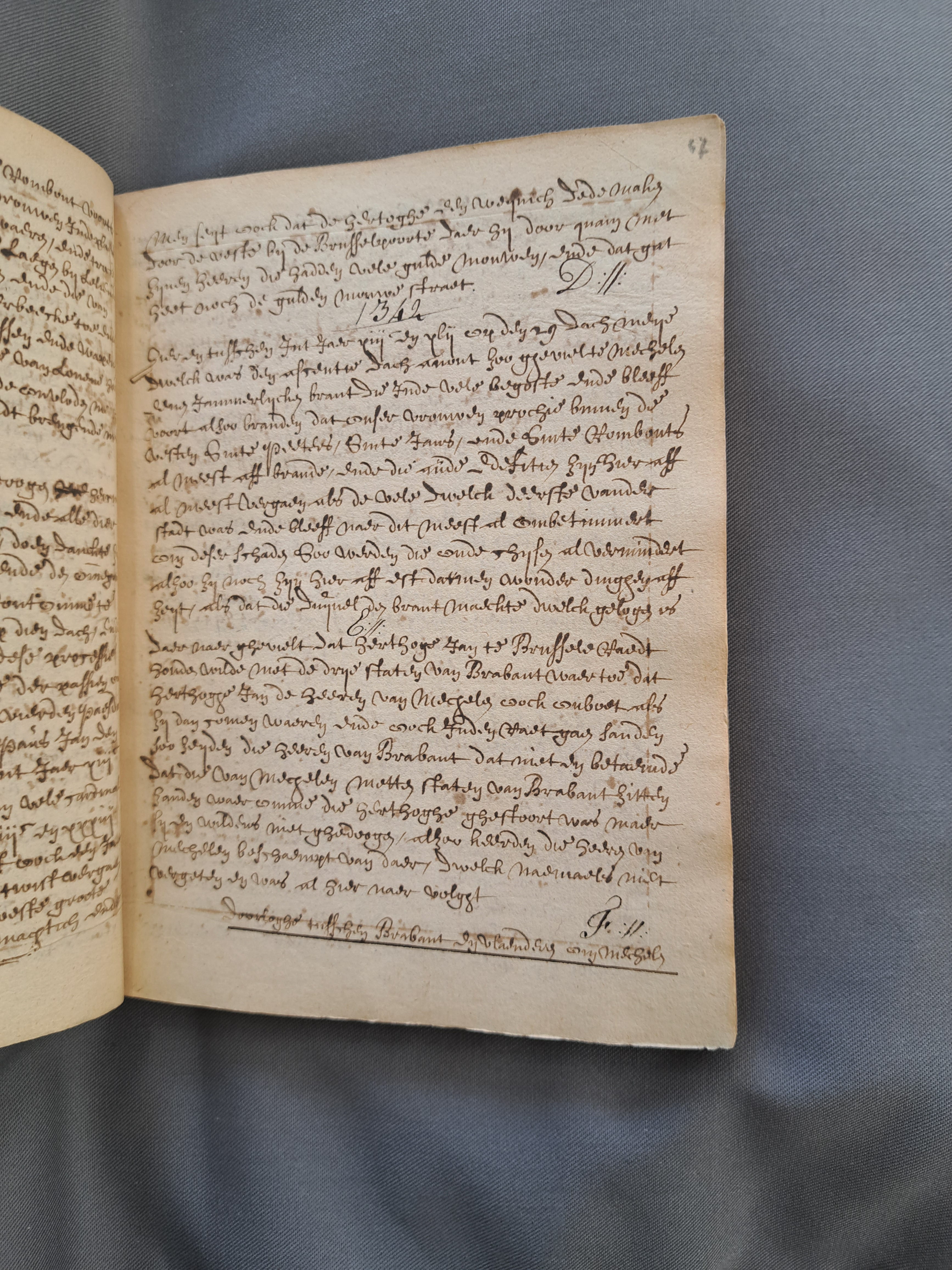
Beschrijving van de stadsbrand in een Mechelse kroniek (Mechelen, Stadsarchief, EE II 1).

Op 29 mei 1342 begon in Mechelen een stadsbrand die een paar dagen woedde en vijf van de zes parochies trof. Er werden naar schatting achthonderd huizen in de as gelegd en volgens Jean d'Outremeuse vielen er vierhonderd doden te betreuren.

## Verloop
De brand ontstond op Sacramentsavond in de wijk Veluwe en greep door een hevige wind om zich heen. Ook de Dijle kon niet verhinderen dat de vlammen oversloegen en dat aangemeerde schepen vuur vatten. De Sint-Romboutskerk, het karmelietenklooster en het belfort vielen ten prooi aan de vlammen. Pas na twee dagen waren alle brandhaarden geblust. Alleen het gebied rond de Sint-Katelijnekerk was gespaard gebleven. Door de brand moest een belangrijke bijeenkomst in Mechelen vroegtijdig worden ontbonden. Over de aard van dit 'parlement' weten we verder niets, behalve de mededeling van Gilles li Muisis dat de deelnemers tegenstanders van de Franse koning Filips VI waren.

## Reactie
In de jaren na de brand was de kredietwaardigheid van Mechelen gekelderd. Geregeld werden Mechelse ambachts- en kooplieden aangehouden door schuldeisers uit andere steden. De inning van accijnzen werd aangepast en diplomatie werd ingezet om financiële regelingen te treffen. Er zijn zeker acht gezantschappen bekend naar Brussel, Tienen, Tervuren, Kortenberg en Leuven. 
Een bijkomend licht op de reactie is te vinden in een beperkt aantal vroegmoderne handschriften van de Brabantsche Yeesten en de vijftiende-eeuwse Franse vertaling van deze Brabantse kroniek. Vermoedelijk was de auteur van dit tekstdeel een Mechelaar die de kille Brabantse houding wilde aanklagen en eendracht wilde bewerkstelligen tussen zijn stadsgenoten. Volgens deze tekst kregen de Mechelaars geen steun van hertog Jan III, noch van de buren uit Antwerpen, Leuven en Brussel, en kwamen alleen Vlaanderen, Henegouwen, Gulik en Gelre over de brug. De hertog zou beloofd hebben de inning van de renten op te schorten, noodfondsen ter beschikking te stellen, een vrijstelling van de Antwerpse stapel te verlenen en de Lierse veemarkt naar Mechelen over te brengen. Van dit alles kwam niets in huis. Ook de grote steden deden alleen lege beloften. Brussel deed het pijnlijke aanbod om het reliekschrijn van Sint Rombout over te kopen. In de korte tekst vinden we alleen het Mechelse standpunt terug. Of de beschuldigingen aan het adres van de Brabantse steden daadwerkelijk overeenkomen met de historische werkelijkheid is onzeker. Het is immers mogelijk dat een Mechelse dichter de gebeurtenissen uit retorische overwegingen wat dikker heeft aangezet.

## Voetnoten
1. ↑  Een voorheen onbekende eenmansvoorstelling over de Grote Mechelse Stadsbrand van 1342, Reframed Histories blog, 28 mei 2023